# EX-106
La carretera EX-106 es de titularidad de la Junta de Extremadura. Su categoría es básica. Su denominación oficial es   EX-106 , de Miajadas a Don Benito. Y es la carretera de servicio de la autovía autonómica EX-A2, desde 2006, desde la A-5 hasta la EX-206. Que empieza a ser la carretera de servicio  en la entrada y salida de Miajadas y Vivares de la EX-A2 hasta la entrada y salida de Don Benito (Sur).

## Historia de la carretera
Es la antigua   C-426  que fue renombrada en el cambio del catálogo de Carreteras de la Junta de Extremadura en el año 1997.

## Inicio
Su origen está en Miajadas. (39°09′17″N 5°54′07″O / 39.154742, -5.902031)

## Final
Su final está en la glorieta de la   EX-206  en Don Benito. (38°57′41″N 5°51′27″O / 38.961317, -5.857489)

## Localidades por las que discurre
- Miajadas
- Vivares
- Ruecas
- Don Benito

## Evolución futura de la carretera
La carretera ha sido convertida en vía de servicio de la autovía   EX-A2 , de titularidad de la Junta de Extremadura. La carretera se mantiene independiente con su misma denominación.